# 캐머런 카터비커스
캐머런 로버트 카터비커스(영어: Cameron Robert Carter-Vickers, 1997년 12월 31일 ~ )은 잉글랜드 출생 미국의 축구 선수로 현재 스코티시 프리미어십의 셀틱 FC에서 센터백으로 활약하고 있으며 2017년부터 미국 대표팀의 일원으로도 활동 중이다.